# ヤングドラゴンエイジ
『ヤングドラゴンエイジ』は、KADOKAWA（富士見書房）が発行する隔月刊青年漫画雑誌。『月刊ドラゴンエイジ』増刊。偶数月発売。

## 概要
2017年に『月刊ドラゴンエイジ』の増刊として発売された『別冊ドラゴンエイジ（DAEX）』を2019年12月26日にリニューアルした雑誌。『月刊ドラゴンエイジ』の青年誌（ヤング誌）にあたる。3・6・9・12月の25日（曜日によって移動）に発売。
2022年6月、Vol.11にて同号より偶数月発売の隔月刊となることを発表。同年8月29日発売のVol.12より隔月刊として刊行されている。

## 連載作品
- 連載中の作品については太字で表記。
- 最左列の通し番号は便宜的な物であり意味を持たない。
- 『別冊ドラゴンエイジ』時代を含む連載開始順、開始号が同じ場合は作品名五十音順。

|  | Vol.29（2025年6月26日発売）現在連載中 |  | 見出し（非データ） |

|       | 作品名                                                                                           | 作者（作画）             | 原作者など                                            | 開始号  | 終了号  | 注記                                                                            |
| ----- | ------------------------------------------------------------------------------------------------ | ------------------------ | ----------------------------------------------------- | ------- | ------- | ------------------------------------------------------------------------------- |
| 00    | Ｃ                                                                                               | Ｃ                       | 2019年                                                | 2019.00 | 9999.00 |                                                                                 |
| 01    | 神落しの鬼                                                                                       | 菅原健二                 | －                                                    | Vol.1   | Vol.8   | 『別冊ドラゴンエイジ』時代から連載                                              |
| 02    | KILLING ME / KILLING YOU                                                                         | 成田芋虫                 | －                                                    | Vol.1   | Vol.18  | 『別冊ドラゴンエイジ』時代から連載                                              |
| 03    | 神装魔法少女ハウリングムーン                                                                     | 佐藤ショウジ （作画）    | サイトウケンジ （原作）                               | Vol.1   | Vol.6   | 『別冊ドラゴンエイジ』時代から連載 連載開始時は『魔法少女 フレイミング☆スター』 |
| 04    | 世界を救うために亜人と朝チュンできますか？                                                       | 音井れこ丸               | －                                                    | Vol.1   | 連載中  | 『別冊ドラゴンエイジ』時代から連載                                              |
| 05    | 羊角のマジョロミ                                                                                 | 阿部洋一                 | －                                                    | Vol.1   | Vol.23  | 『別冊ドラゴンエイジ』時代から連載                                              |
| 06    | 四畳半異世界交流記                                                                               | 木曽フミヒロ （作画）    | 山口ミコト （原作）                                   | Vol.1   | Vol.7   | 『別冊ドラゴンエイジ』時代から連載                                              |
| 07    | ウィッチギルド ファンタジア                                                                      | 漆野りひと               | －                                                    | Vol.1   | Vol.6   | 『別冊ドラゴンエイジ』時代から連載                                              |
| 08    | かいじゅう色の島                                                                                 | はっとりみつる           | －                                                    | Vol.1   | 連載中  | 『別冊ドラゴンエイジ』時代から連載                                              |
| 09    | トリニティセブン‐リヴィジョン‐                                                                   | 西尾洋一 （作画）        | サイトウケンジ （原作） 奈央晃徳 （キャラクター原案） | Vol.1   | Vol.12  | 『別冊ドラゴンエイジ』時代から連載                                              |
| 10    | 裏崎さんは表野くんに伝えたい。                                                                   | 今野龍之介               | －                                                    | Vol.1   |         |                                                                                 |
| 11    | 本のムシ                                                                                         | 小虎                     | －                                                    | Vol.1   | Vol.10  |                                                                                 |
| 12    | 魔王を圧倒する大魔導士ですが、家では彼に押されています。                                         | 近江のこ                 | －                                                    | Vol.1   | Vol.10  |                                                                                 |
| 13    | 魔術師たちの混乱                                                                                 | 奇仙                     | －                                                    | Vol.1   | Vol.11  |                                                                                 |
| 13.5/ | Ｃ                                                                                               | Ｃ                       | 2020年                                                | 2020.00 | 2020.00 |                                                                                 |
| 14    | 鉄鍋のジャン！五行クンの楽しい香港生活                                                           | 西条真二 （漫画）        | 前田克紀 （監修）                                     | Vol.2   | Vol.10  |                                                                                 |
| 15    | 細村さんと猫のおつまみ                                                                           | 高田サンコ               | －                                                    | Vol.2   | Vol.15  |                                                                                 |
| 16    | こんちゅき                                                                                       | zunta （作画）           | 村田真哉 （原作）                                     | Vol.3   | Vol.11  |                                                                                 |
| 17    | ハズレ赤魔道士は賢者タイムに無双する                                                             | あおやぎ孝夫 （作画）    | ほーち （原作） 宮社惣恭 （キャラクター原案）         | Vol.4   | Vol.18  | 第1部完                                                                         |
| 18    | 転生隠者はほくそ笑む                                                                             | 齋藤ちあき （作画）      | 住須譲治 （原作） 逢魔刻壱 （キャラクター原案）       | Vol.4   | Vol.21  |                                                                                 |
| 19    | 響犯                                                                                             | はら九五                 | －                                                    | Vol.5   | Vol.15  |                                                                                 |
| 19.5/ | Ｃ                                                                                               | Ｃ                       | 2021年                                                | 2021.00 | 2021.00 |                                                                                 |
| 20    | 社会人が築く亜人ハーレム 糖度200%のエッチなラブコメをあなたに                                    | サイトウミチ （作画）    | 高橋徹 （原作）                                       | Vol.6   | Vol.23  |                                                                                 |
| 21    | Tentacle Hole                                                                                    | 石田和真 （作画）        | 千賀史貴 （原作）                                     | Vol.6   | 連載中  |                                                                                 |
| 22    | 監禁王                                                                                           | あしもと☆よいか （作画） | マサイ （原作）                                       | Vol.8   | 連載中  |                                                                                 |
| 22.5/ | Ｃ                                                                                               | Ｃ                       | 2022年                                                | 2021.00 | 2021.00 |                                                                                 |
| 23    | 「美人でお金持ちの彼女が欲しい」と言ったら、ワケあり女子がやってきた件。                         | 白鷺六羽 （作画）        | 小宮地千々 （原作） Re岳 （キャラクター原案）         | Vol.12  | 連載中  |                                                                                 |
| 24    | 紳士なオークを目指します                                                                         | 季月えりか （作画）      | 緑 （原作） キンタ （キャラクター原案）               | Vol.13  | Vol.23  |                                                                                 |
| 25    | 蠱毒のイモータル                                                                                 | オギノユーヘイ （作画）  | MITA （原作）                                         | Vol.14  | Vol.21  |                                                                                 |
| 25.5/ | Ｃ                                                                                               | Ｃ                       | 2023年                                                | 2023.00 | 2023.00 |                                                                                 |
| 26    | 妻の機嫌で天候が変わる話                                                                         | 栗田あぐり               | －                                                    | Vol.15  | Vol.24  |                                                                                 |
| 27    | 伝説の俺                                                                                         | わた・るぅー （作画）    | マサイ （原作）                                       | Vol.16  | 連載中  |                                                                                 |
| 28    | écriture 新人作家・杉浦李奈の推論                                                                | ぬそ （作画）            | 松岡圭祐 （原作）                                     | Vol.17  | Vol.26  |                                                                                 |
| 29    | 美醜逆転世界で治療師やってます                                                                   | 大山散歩 （作画）        | 猫ヒゲ （原作）                                       | Vol.17  | Vol.22  | →『ドラドラふらっと♭』へ移籍                                                    |
| 30    | ランチ酒                                                                                         | 高田サンコ （作画）      | 原田ひ香 （原作）                                     | Vol.17  | 連載中  |                                                                                 |
| 31    | 悪魔はロザリオにキスをする                                                                       | 田中守 （作画）          | 火野あかり （原作） 菅原健二 （ネーム構成）           | Vol.18  | Vol.24  |                                                                                 |
| 32    | 異世界に召喚されたんだけど、なんでも斬れてしまう権能を手に入れたのでイージーモードでした。       | 止田卓史 （作画）        | 神代家家長 （原作） 磯カズナリ （キャラクター原案）   | Vol.18  | 連載中  |                                                                                 |
| 32.5/ | Ｃ                                                                                               | Ｃ                       | 2024年                                                | 2024.00 | 2024.00 |                                                                                 |
| 33    | アイノセンビキ 〜ママ活したらママができた話〜                                                    | じゃが （作画）          | さと （原作） 菅原健二 （ネーム構成）                 | Vol.23  | 連載中  |                                                                                 |
| 34    | 商人スキルで魔王城の攻略を目指す〜異世界転移したので最強アイテムとトーク術で生き抜くことにした〜 | 須河篤志                 | －                                                    | Vol.24  | 連載中  |                                                                                 |
| 35    | 転生北斎 〜裏稼業やりながら漫画家目指します〜                                                    | 大野そら （作画）        | 裕本恭 （原作）                                       | Vol.24  | 連載中  |                                                                                 |
| 36    | 京都伏見のあやかし甘味帖                                                                         | えんか （作画）          | 柏てん （原作）                                       | Vol.25  | 連載中  |                                                                                 |
| 37    | 精隷都市のエクスタス                                                                             | ちゅーりっふ。 （作画）  | 松山剛 （原作）                                       | Vol.25  | 連載中  |                                                                                 |
| 38    | 薬剤師・毒島花織の名推理                                                                         | 佐藤夕子 （作画）        | 塔山郁 （原作）                                       | Vol.25  | 連載中  |                                                                                 |
| 39    | 英雄その後のセカンドライフ しかし子供に料理を振る舞うのは楽しいかもな                            | 峠比呂 （作画）          | 芝村裕吏 （原作） しずまよしのり （キャラクター原案） | Vol.26  | 連載中  |                                                                                 |
| 40    | 神猫ミーちゃんと猫用品召喚師の異世界奮闘記                                                       | ねこのゆーま （作画）    | にゃんたろう （原作） 岩崎美奈子 （キャラクター原案） | Vol.26  | 連載中  |                                                                                 |
| 41    | 不夜城転生 〜禁欲してた最強勇者ですが、精なるスキルで悦楽の都を無双します〜                      | ふくしま正保 （作画）    | くじら （原作）                                       | Vol.26  | 連載中  |                                                                                 |
| 41.5/ | Ｃ                                                                                               | Ｃ                       | 2025年                                                | 2025.00 | 2025.00 |                                                                                 |
| 42    | 大江戸イノベーション                                                                             | 樋田よしなり             | －                                                    | Vol.28  | 連載中  |                                                                                 |
| 43    | 異世界サイハテ温泉紀行                                                                           | なかやかな               | －                                                    | Vol.29  | 連載中  |                                                                                 |